# Phyllanthus praetervisus
Phyllanthus praetervisus är en emblikaväxtart som beskrevs av Johannes Müller Argoviensis. Phyllanthus praetervisus ingår i släktet Phyllanthus och familjen emblikaväxter. Inga underarter finns listade i Catalogue of Life.